# Endressia
Endressia är ett släkte i familjen flockblommiga växter. Det beskrevs av Jacques Étienne Gay 1832.
Släktet omfattar de två arterna Endressia castellana och Endressia pyrenaica, som förekommer i norra Spanien respektive Pyreneerna.